# Джо Вілсон
Аддісон Грейвс «Джо» Вілсон-старший (англ. Addison Graves «Joe» Wilson, Sr.; нар. 31 липня 1947, Чарльстон, Південна Кароліна) — американський політик з Республіканської партії. Він представляє 2-й округ Південної Кароліни у Палаті представників США з 2001 року. Представляє Палату представників в Комісії з питань безпеки та співробітництва в Європі.
У 1969 році здобув ступінь бакалавра в Університеті Вашингтона та Лі. Здобув юридичну освіту 1972 року в Університеті Південної Кароліни. Потім він працював юристом і помічником сенатора Строма Термонда. Член Сенату Південної Кароліни з 1985 до 2001 року.
Вілсон пресвітеріанин. Він і його дружина Роксана мають чотирьох синів.

## Нагороди
- Орден князя Ярослава Мудрого II ст. (Україна, 4 вересня 2023) — за вагомий особистий внесок у зміцнення міждержавного співробітництва, підтримку державного суверенітету та територіальної цілісності України, популяризацію Української держави у світі[6]